# Bernhard Molique
Bernhard Molique   (Nuremberg, 7 d'octubre de 1802 - Bad Cannstatt, 10 de maig de 1869) fou un compositor i violinista alemany.

## Vida
Molique era fill del fagotista i violinista alsacià Christian Molique, que també el va ensenyar al principi. Amb només sis anys, va actuar per primer cop en públic. Durant una actuació de convidats a Nuremberg, Louis Spohr li va fer classes de violí. Posteriorment va estudiar violí amb Pietro Rovelli (1793-1838) a Múnic i després va obtenir una feina al Theater an der Wien. El 1820 va esdevenir el successor de Rovelli a la capella de la cort de Múnic. El flautista Theobald Böhm, amb qui es va fer amic, també va tocar a la mateixa orquestra.
Molique es va casar el 1825 amb l'actriu Anna Maria Wanney (1805-1882) El matrimoni va tenir quatre filles.
El 1826 va ser cridat a Stuttgart com a director musical i primer violí de l'orquestra de la cort. En els anys que va passar a Stuttgart es va establir com a personalitat influent en el panorama musical nacional, i la seva llar era sovint un lloc de trobada d'artistes. Entre ells, el jove Hans von Bülow, futur famós director d'orquestra, molt proper a la família i a qui Molique va aixoplugar sota la seva protecció.
Diverses gires de concerts van portar Molique a Rússia i Anglaterra, entre d'altres, i del 1849 al 1866 va treballar a Londres com a intèrpret, compositor i professor. Era un apreciat violinista, suficient per guanyar els elogis d'Hector Berlioz.
Preocupat per les tensions sociopolítiques creixents, es va instal·lar a Londres del 1849 al 1866, on el 1861 va obtenir una càtedra de composició a la Royal Academy of Music. Entre les seves visites més freqüents a Anglaterra, cal esmentar especialment el pianista i director Charles Hallé.
Va passar els darrers anys de la seva vida a Cannstatt, a prop de Stuttgart, ara Stuttgart-Bad Cannstatt. Les seves restes són enterrades allà al cementiri d'Uff-Kirchhof.

## Obra
Aparentment Molique fou un compositor autodidacta. La seva música mostra influències de Beethoven, Mozart, Mendelssohn i especialment de Spohr. No va assumir els desenvolupaments de Berlioz,que va elogiar el seu toc de violí, ni de la Neudeutsche Schule.
Molique va compondre, entre altres coses, una simfonia, sis concerts de violí (el número 5 va ser elogiat per Joseph Joachim), un concert de violoncel molt apreciat en el seu moment, un concert d'oboè concerto, encara avui molt interpretat, i un concert de flauta. També va crear música de cambra i obres vocals, incloses dues misses i nombrosos lieder.